# Salmiac
El salmiac, o sal amoniacal, és un mineral rar compost de clorur d'amoni, NH₄Cl. Pertany a la classe dels halurs. Rep el seu nom del grec άλς άμμωυιακός, sals ammonikos, sal d'Ammon, a causa de la seva fabricació primerenca a Egipte.

## Propietats
Forma cristalls incolors o blancs a groc-marronós a la classe isomètrica-hexoctahedral. Té molt mala exfoliació i una fractura fràgil a concoidal. És molt tou, amb una duresa a l'escala de Mohs d'1,5 a 2, i té un baix pes específic d'1,5. És soluble en aigua i té gust salat. En escalfar-lo produeix amoníac.
Segons la classificació de Nickel-Strunz, el salmiac pertany a «03.AA - Halurs simples, sense H₂O, amb proporció M:X = 1:1, 2:3, 3:5, etc.» juntament amb els següents minerals: marshita, miersita, nantokita, iodargirita, tocornalita, bromargirita, clorargirita, carobbiïta, griceïta, halita, silvina, vil·liaumita, lafossaïta, calomelans, kuzminita, moschelita, neighborita, clorocalcita, kolarita, radhakrishnaïta, callacolloïta i hephaistosita.

## Formació
Es forma generalment com incrustacions que es formen per sublimació al voltant de les xemeneies volcàniques. També es troba als dipòsits de guano i en la crema dels estrats de carbó. Els minerals associats inclouen sodalumita (Alum-(Na)), sofre natiu i altres minerals que es formen a les fumaroles.